# Daniel David Ntanda Nsereko
Daniel David Ntanda Nsereko (* 27. November 1941) ist ein ugandischer Rechtswissenschaftler. Von 2007 bis 2012 war er Richter am Internationalen Strafgerichtshof (IStGH) in Den Haag. 

## Leben
Nsereko absolvierte 1968 den Bachelor of Laws (LL.B) an der University of Dar es Salaam in Dar es Salaam, Tansania. Im gleichen Jahr absolvierte er ein Praktikum als Rechtsanwalt bei Kiwanuka & Co., Advocates in Kampala, Uganda. An der Howard University erhielt er 1970 den Master of Comparative Jurisprudence (M.C.J.) und an der New York University School of Law 1971 den Master of Laws (LL.M). Er erhielt eine Juniorprofessur für Recht an der Makerere-Universität in Kampala, Uganda, die er bis 1975 innehatte. In dieser Zeit machte er 1972 den Abschluss in Völkerrecht an der Haager Akademie für Völkerrecht. Von 1973 bis 1975 promovierte er zum Doktor der Rechtswissenschaften (J.S.D.) an der New York University School of Law und der School of Law, Washington, D.C.
In der Zeit von 1975 bis 1978 arbeitete Nsereko als Privatdozent für Recht an der Makerere-Universität in Kampala. Anschließend war er bis 1982 als Rechtsanwalt tätig. Im Jahr 1983 wurde er Social Affairs Officer beim Centre for Development and Humanitarian Affairs der United Nations in New York. Beim Crime Prevention and Criminal Justice Branch des United Nations Centre for Social Development and Humanitarian Affairs arbeitete Nsereko 1983 bis 1984 als Expert Consultant.
Nsereko wechselte 1984 zur University of Botswana in Gaborone. Dort war er als Privatdozent tätig, bevor er 1992 außerordentlicher und 1996 ordentlicher Professor wurde. Nsereko war ein engagierter Christ-Ältester und Direktor für christliche Erziehung in seiner Adventgemeinde in Gaborone (Botswana). In den Jahren 1993 und 1994 war er Walter S. Owen Visiting Professor of Law an der Fakultät für Rechtswissenschaften der University of British Columbia in Vancouver.
Im Januar 2007 wurde Nsereko zusammen mit dem Franzosen Bruno Cotte und der Japanerin Fumiko Saiga an den Internationalen Strafgerichtshof in Den Haag gewählt. Die Nominierung wurde von der Afrikanischen Union unterstützt. Nsereko war eines der fünf Mitglieder der Berufungsabteilung. Seine Amtszeit endete 2012.

## Publikationen (Auswahl)
- The Relationship between the International Criminal Court and the United Nations Security Council. In: Zeitschrift für Internationale Strafrechtsdogmatik. Bd. 2, 2007, ISSN 1863-6470, S. 500–506.
- Prosecutorial discretion before national courts and international tribunals. In: Journal of international criminal justice. Bd. 3, Nr. 1, 2005, ISSN 1478-1387, S. 124–144.
- Legal Ethics in Botswana: Cases and Materials. Mit Kholisani Solo. University of Botswana, Gaborone 2004, ISBN 99912-949-5-3.
- Constitutional law in Botswana. Pula Press, Gaborone 2002, ISBN 99912-61-97-4.
- Criminal Procedure in Botswana: Cases and Materials. 3. Aufl. Pula Press, Gaborone 2002, ISBN 99912-61-61-3.
- Eddembe Lyaffe. Abhandlung in Luganda, wörtliche Übersetzungen: "Unsere Rechte". Nabinene Emporium Ltd., P.O. Box 3675 Kampala, Uganda 1995.
- English-Luganda Law Dictionary. University of Botswana, 1993, ISBN 99912-0-082-7.